# Ferrensac
Ferrensac é uma comuna francesa na região administrativa da Nova Aquitânia, no departamento Lot-et-Garonne. Estende-se por uma área de 12,21 km². Em 2010 a comuna tinha 212 habitantes (densidade: 17,4 hab./km²).